# マリー・ド・ブラバン (1190-1260)
マリー・ド・ブラバン（フランス語：Marie de Brabant, 1190年 - 1260年）またはマリア・フォン・ブラバント（ドイツ語：Maria von Brabant）は、神聖ローマ皇帝オットー4世の2番目の妃。後にホラント伯ウィレム1世と結婚した。

## 生涯
マリーはブラバント公アンリ1世とその最初の妃マティルド・ド・ブローニュ（ブローニュ伯マチュー・ダルザスと女伯マリーの娘）との間の娘である。父アンリ1世は、1183年に皇帝フリードリヒ1世からブラバント公の位を与えられた。1190年、アンリ1世は下ロートリンゲン公領を帝国の拠点として与えられた。
1198年7月、父は十字軍に参加し、その間に娘マリーをヴェルフ家のオットー4世と婚約させた。オットー4世はこれより少し前に、ハインリヒ6世の後継としてローマ王に選出されたばかりであった。マリーはアーヘンでケルン大司教アドルフにより行われたオットーの戴冠式に出席している。
しかし、この結婚はホーエンシュタウフェン家との対立により、数年延期された。1204年、父はオットー4世と対立するフィリップと同盟を結び、この結婚は実現しないかに見えた。オットー4世は自身のローマ王位を正当化するため、1212年7月にフィリップの娘ベアトリクスと結婚した。しかし、ベアトリスは結婚から3週間後に死去した。
その後、マリーとの婚約が再び取り上げられ、1214年5月19日、マーストリヒトでマリーとオットー4世の結婚が執り行われた。2か月後、オットー4世、アンリ1世、および下ロートリンゲンの領主らはブーヴィーヌの戦いのため出陣した。この戦いの後、帝国諸侯はフリードリヒ2世側につき、オットー4世は帝位を失い、ザクセンの領地に隠棲するよりほかなかった。
1218年5月19日にオットー4世が死去した後、マリーは1220年7月にホラント伯ウィレム1世と再婚したが、ウィレム1世はその2年後に死去した。2度の結婚で子供は生まれなかった。寡婦となった後、マリーは皇后の称号を再び使い始めた。1237年、マリーはヘルモントにシトー会のビンデレン修道院を創建した。
マリーはルーヴェンのサン＝ピエール教会に葬られた。